# Adolphus FitzClarence

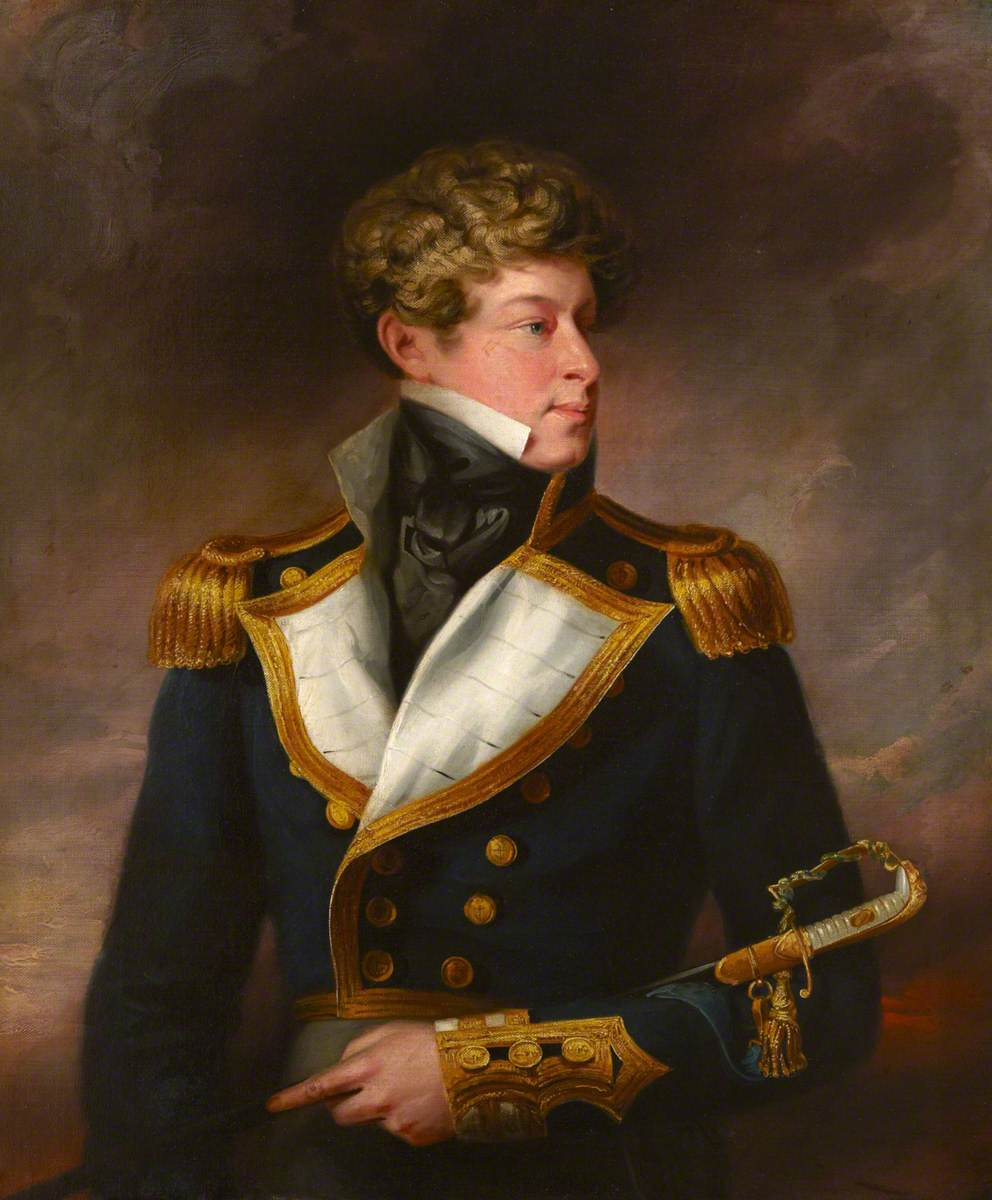
Adolphus FitzClarence, um 1824

Lord Adolphus FitzClarence, GCH, ADC (* 18. Februar 1802 in Bushy House, Middlesex; † 17. Mai 1856 in Newburgh Priory, Yorkshire) war ein britischer Offizier der Royal Navy.

## Leben
FitzClarence wurde in Bushy House, Middlesex, als illegitimer Sohn von Prince William, Duke of Clarence, dem späteren William IV., und seiner langjährigen Mätresse Dorothy Jordan geboren. Er besuchte das Internat in Sunbury-on-Thames. Anschließend kam er mit elf Jahren an Bord des Schiffs Impregnable. Später diente er als Midshipman an Bord der Newcastle in Nordamerika und im Mittelmeer. Im April 1821 erhielt er seine Ernennung zum Lieutenant und wechselte auf die Euryalus. Im Mai 1823 wurde er zum Commander befördert. Später diente er an Bord der Brisk und Redwing in der Nordsee. Im Dezember 1824 wurde er zum Captain befördert. 1826 wurde ihm das Kommando über die Ariadne übergeben, 1827 über die Challenger und 1828 über die Pallas.
Nach der Thronbesteigung seines Vaters wurde ihm das Kommando der Königlichen Jacht, HMY Royal George, übergeben. Am 24. Mai 1831 wurde ihm und seinen Geschwistern der protokollarische Rang eines jüngeren Sohnes eines Marquess verliehen. Seitdem durfte er das Höflichkeitsprädikat Lord seinem Namen voranstellen. Im Jahr darauf wurde er zum Knight Grand Cross des Guelphen-Ordens geschlagen. 1830 ernannte sein Vater ihn zum Groom of the Robes und 1833 zum Lord of the Bedchamber.
Nach dem Tod seines Vaters und der Thronbesteigung seiner Cousine Victoria 1837 behielt er das Kommando über die Königliche Jacht. Die Königin berichtete, dass FitzClarence in Tränen ausgebrochen sei und gesagt habe, dass dies unerwartet gewesen sei und er nicht darauf gehofft habe. Dieses Amt hatte er bis zur Beförderung zum Rear-Admiral of the Blue 1853 inne. 1848 wurde er Marine-Aide-de-camp der Königin. Er hatte das Amt bis zu seinem Tod inne. Er starb 1856 unverheiratet in Newburgh Priory.
Er wurde im Chorraum der St. Michael’s Church in Coxwold, Yorkshire, beigesetzt.